# Christopher Sholes

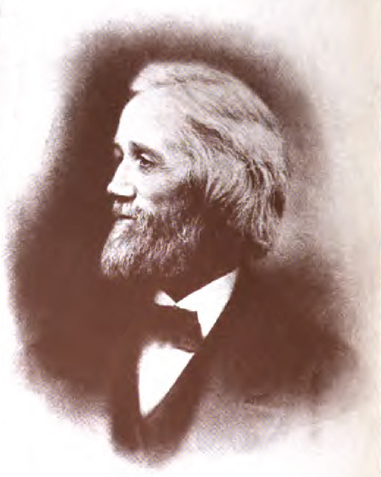
Christopher Sholes

Christopher Latham Sholes, född 14 februari 1819 i Mooresburg i Pennsylvania, död 17 februari 1890. Sholes räknas som den moderna skrivmaskinens fader.

## Biografi
Sholes fick ett första (US 79265) patent för sin skrivmaskin 23 juni 1868 och ytterligare patent 14 juli  (Improvement in type-writing machines, patentnummer US 79868) och sålde patentet till Remington Arms fem år senare.
Sholes uppfinning var den första skrivmaskinen med tangentbord, typarmar, färgband och vals. Han utformade också QWERTY-tangentbordet som används än idag.